# Aaltens Industrie Museum

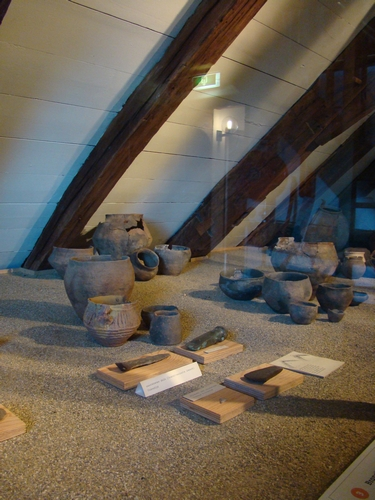
Archeologische vondsten in het Museum Frerikshuus

Aaltens Industrie Museum  is een streekhistorisch museum in Aalten (Nederlandse provincie Gelderland). In 1930 ging het museum voor het eerst open door een initiatief van Aaltens Belang. Het geeft met authentiek materiaal een beeld over de geschiedenis van de gemeente Aalten.
De verzameling bestaat uit gekalligrafeerde ledenlijsten van de Sociëteit, een klaslokaal, slaapkamer, expositie over hoornverwerkende bedrijven (ambachtelijk verwerken van horens van dieren), gebruiksvoorwerpen, klederdrachten, archeologische vondsten, ambachten zolder, documenten, foto's en vele voorwerpen, die een indruk geven van de geschiedenis van Aalten en omgeving. Ook kent het museum regelmatig wisselende exposities.
Het vermoedelijk uit de 18e eeuw stammende Frerikshuus waar het museum in gevestigd is, is sinds 1967 een rijksmonument, evenals het bijbehorende gebouw, dorpsboerderij 'de Freriksschure'. De stichting Aaltense Musea wil die voormalige boerderij herontwikkelen tot een multifunctioneel pand met meer dan alleen museale functies, en heeft daartoe een prijsvraag uitgeschreven.